# Sławkowska Grań

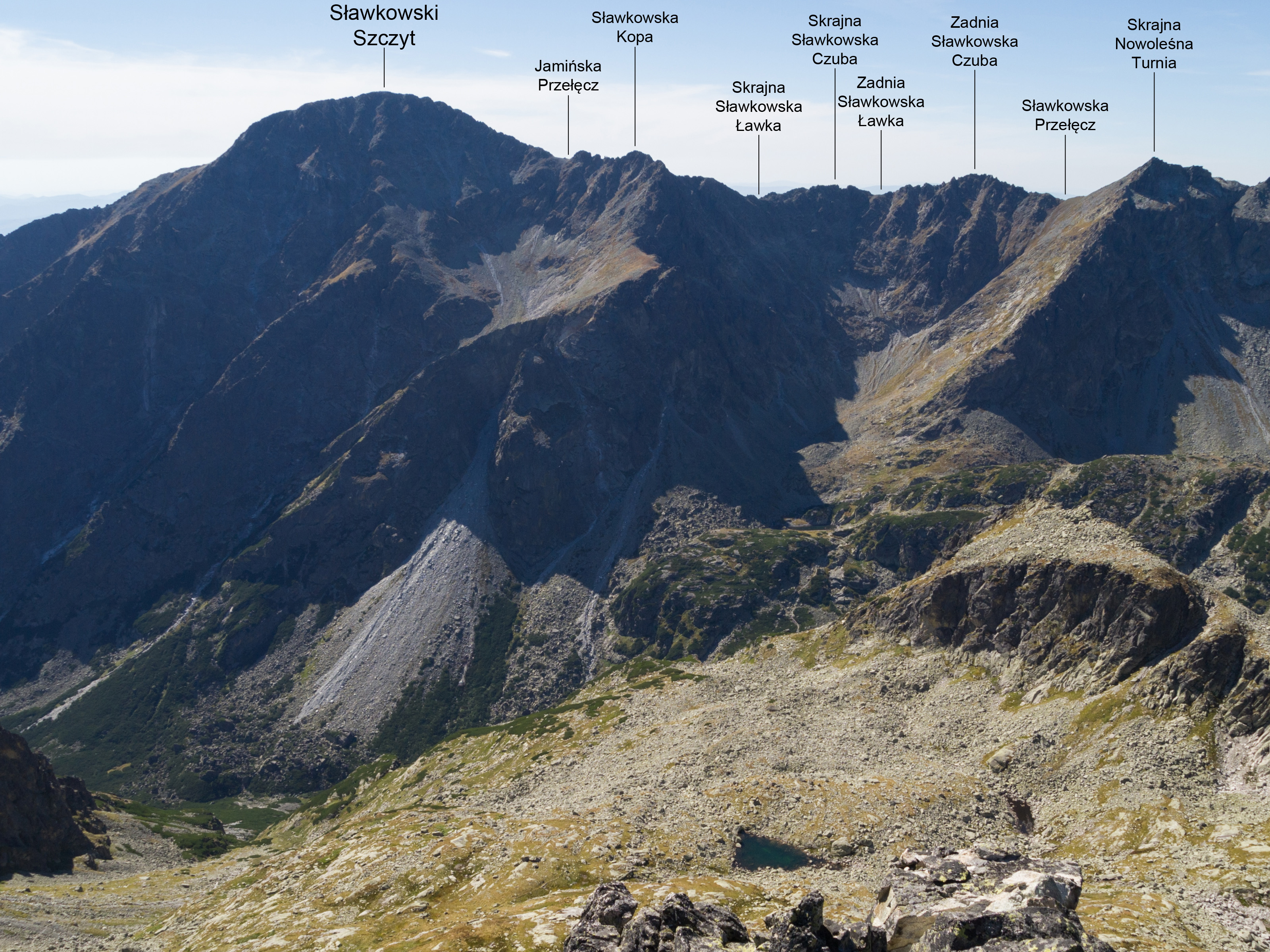
Sławkowska Grań i Skrajna Nowoleśna Turnia (podpisane obiekty)

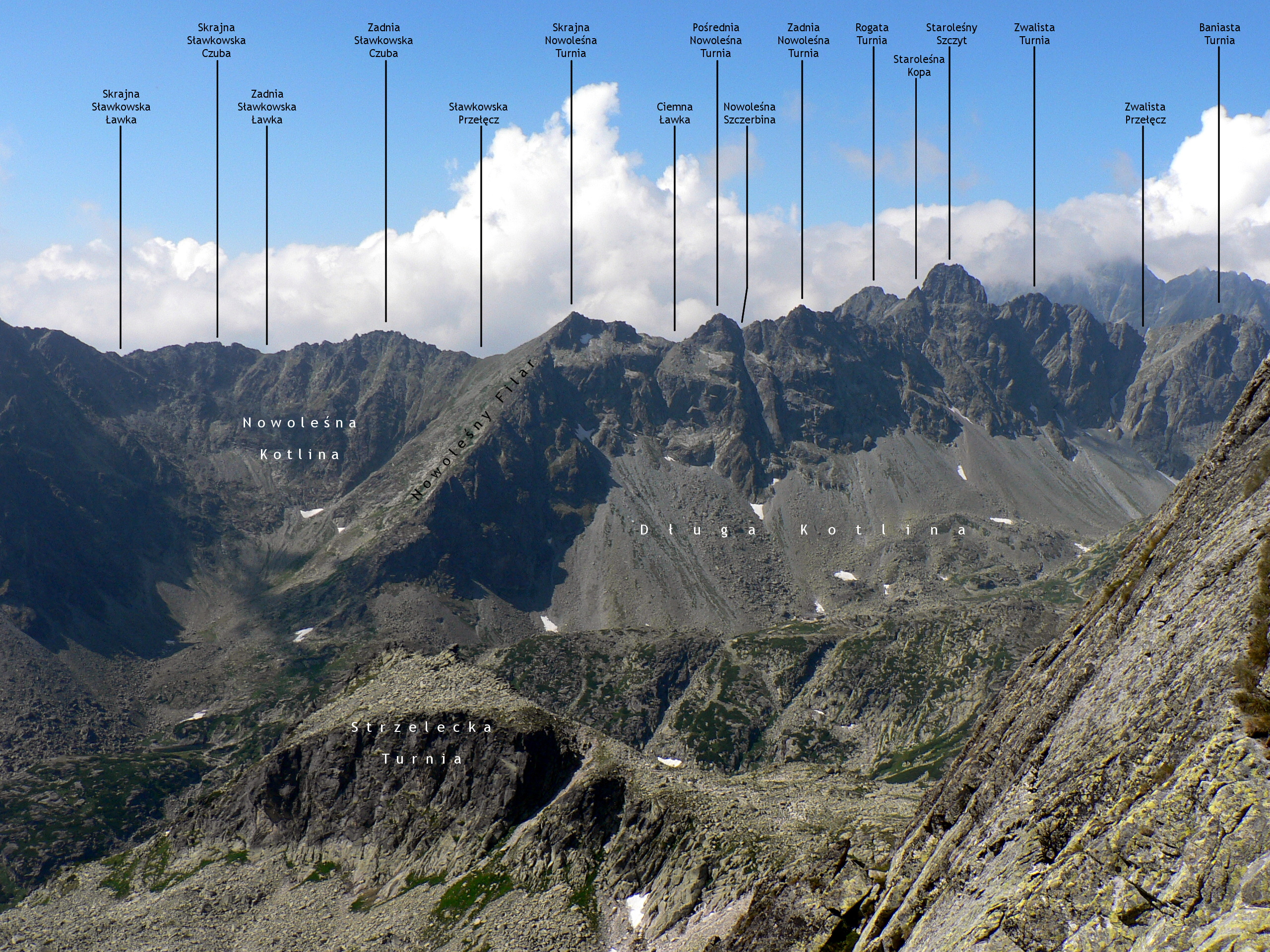
Fragment Sławkowskiej Grani (po lewej stronie)

Sławkowska Grań (słow. Vareškový hrebeň) – tatrzańska grań, która stanowi fragment odcinka grani Sławkowski Szczyt – Staroleśny Szczyt w słowackich Tatrach Wysokich. Oddziela ona Dolinę Sławkowską od Doliny Staroleśnej. Przełęczą graniczną między tą granią a Nowoleśną Granią jest Sławkowska Przełęcz. Sławkowska Grań jest najczęściej traktowana jako zachodnie ramię Sławkowskiego Szczytu, nie stanowi samodzielnego obiektu górskiego. Na żaden z obiektów w tej grani (poza samym wierzchołkiem Sławkowskiego Szczytu) nie prowadzą znakowane szlaki turystyczne.
Obiekty w Sławkowskiej Grani począwszy od Sławkowskiej Przełęczy:
- Zadnia Sławkowska Czuba (Zadný Slavkovský hrb),
- Zadnia Sławkowska Ławka (Vareškové sedlo),
- Skrajna Sławkowska Czuba (Predný Slavkovský hrb),
- Skrajna Sławkowska Ławka (Varešková priehyba),
- masyw Sławkowskiej Kopy (Slavkovská kopa) – (zwornik dla Warzęchowego Filara), w której wyróżniamy:,
  - Zadnia Sławkowska Kopa
  - Zadnia Sławkowska Szczerbina
  - Wielka Sławkowska Kopa
  - Skrajna Sławkowska Szczerbina
  - Skrajna Sławkowska Kopa
- Jamińska Przełęcz (Priehyba nad Jamou),
- Sławkowski Szczyt (Slavkovský štít).

Pierwszy Sławkowską Grań przeszedł 1 czerwca 1905 r. Alfred Martin. Zimą dokonał tego Władysław Krygowski 13 marca 1928 r.